# Malleastrum leroyi
Espèce
Statut de conservation UICN

 VU D2 : Vulnérable
Malleastrum leroyi est une espèce de plantes de la famille des Meliaceae.

## Publication originale
- Kew Bulletin 29(2): 255–258, f. 1. 1974.